# جنبش پنج ستاره
جنبش پنج ستاره (به ایتالیایی: Movimento 5 Stelle) ([moviˈmento ˈtʃiŋkwe ˈstelle]) یک حزب سیاسی عوام‌گرا در ایتالیا است. 